# DC-X
DC-Xは、デルタクリッパーまたはデルタクリッパー・エクスペリメンタルと称される単段式の無人再使用型ロケット実験機である。マクドネル・ダグラス社とアメリカ国防総省の戦略防衛構想局 (SDIO) により開発され、1991年から1993年にかけて試験が行われた。1994年以降、DC-Xは軍からアメリカ航空宇宙局 (NASA) へと引き継がれ、より改良されたDC-XAへと更新された。

## 背景
スペースシャトルに換わる輸送手段を模索している過程で出て来た計画だった。最終的には商業打ち上げに用いられる機種の開発を目指した。試験機はDC-Xと呼ばれた。Xは"experimental"を意味する。
計画は最終的に、1996年にDC-XAが実験中の事故により破損し、NASAが再建のための資金提供を拒否したことで打ち切られた。NASAではこの時期、同種の機体として自前のX-33/ベンチャースターを開発しており、SDIOに由来する本計画には乗り気でなかったという。

## 設計
DC-Xは周回軌道に達する高度と速度を目的として設計されてはいない。垂直離着陸を実演する事に主眼が置かれた。垂直離着陸の概念は1950年代のSF映画で御馴染みだったが、実現していなかった。ロケットの離陸において垂直に離陸するのは当たり前だったが、垂直に着陸するのは困難が伴った。
1993年から1996年にかけて、DC-X は垂直離着陸をホワイトサンズ・ミサイル実験場にて8回行っている。高度2,500mまでの飛行であるものの、円筒形の機体を垂直に着陸させている。

## 諸元
- 全高 ： 12 m
- 直径 ： 4.1 m
- 乾燥重量 : 9,100 kg
- 全備重量 : 18,900 kg
- 燃料 : 液体酸素/液体水素
- エンジン : RL-10A-5 × 4
- 推力 : 6,100 kgf
- 姿勢制御スラスタ : 2 kN 酸素ガス, 水素ガススラスタ × 4

## 画像

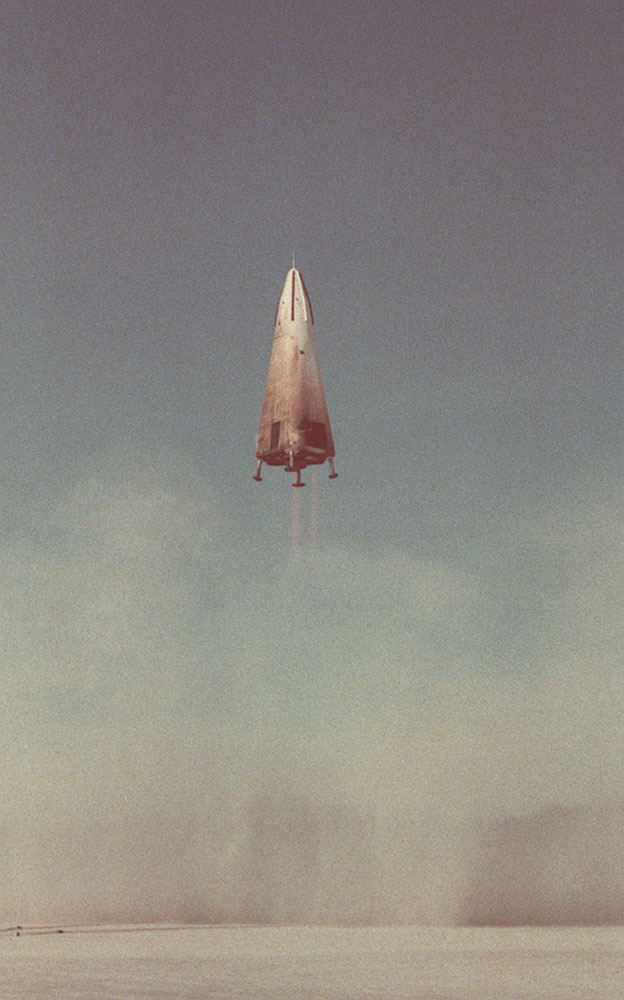
DC-Xの初飛行。
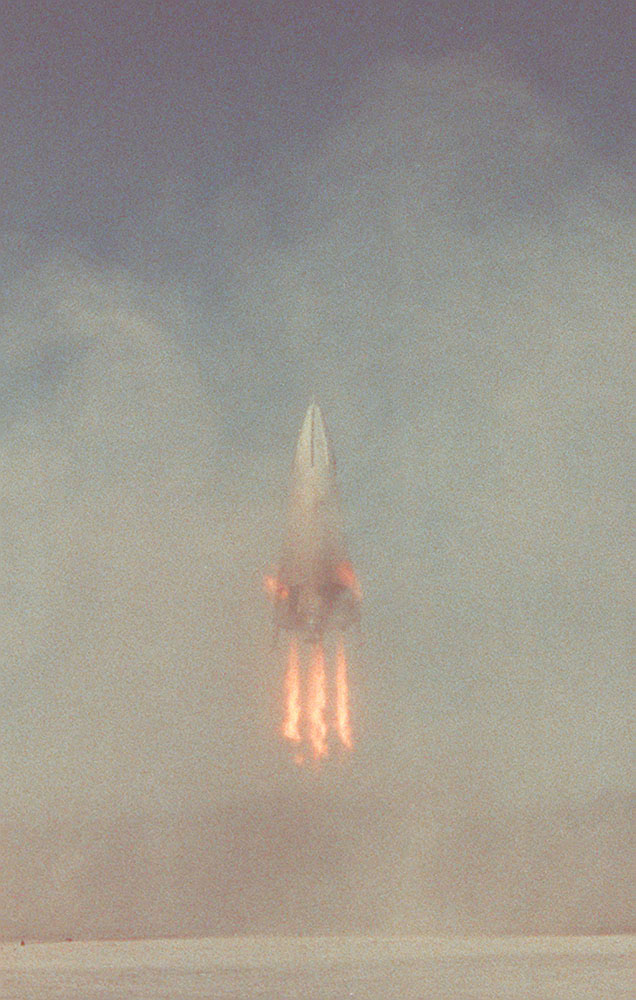
DC-Xの初着陸。低推力噴射を行う方法として、通常より低温で燃焼させているために、燃焼ガスが黄色になっている。